# 美國海軍第103戰鬥攻擊中隊
VFA-103（英語：VFA-103 or Strike Fighter Squadron 103）或稱第103戰鬥攻擊中隊是美國海軍一支駐紮於維吉尼亞州奧西安納海軍航空站的攻擊戰鬥機中隊。目前正在使用的作戰飛機為F/A-18E/F超级大黄蜂式打击战斗机。其通信呼號兼暱稱為「勝利」(Victory)。目前被分配至第7艦載機聯隊（CVW-7）.

## 徽章和暱稱

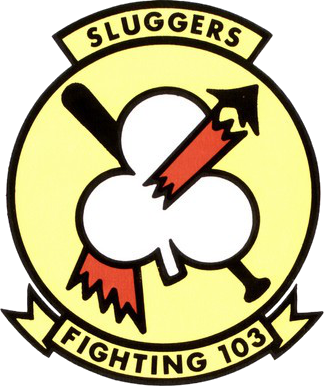
VF-103 "長打者"("Sluggers") 原本使用的徽章

VF-103中隊原本的暱稱是長打者，中隊徽章是一個三葉草，飛機尾翼塗裝則是一個水平的黃色箭頭。當VF-103繼承VF-84的海盜旗後，徽章變更改為骷髏旗(由骷髏和兩個交叉組成的圖案)。

## 歷史
美國海軍航空隊歷史上，曾經有四個中隊使用海盜旗之名及徽章: VF-17, VF-61, VF-84和VF-103(後來改名為VFA-103)。  這些中隊並沒有直接傳承的關係，但他們都使用了海盜旗這個隊名並以骷髏旗做隊徽。 在1995年VF-84中隊解散後,由VF-103所繼承。

### 1950年代

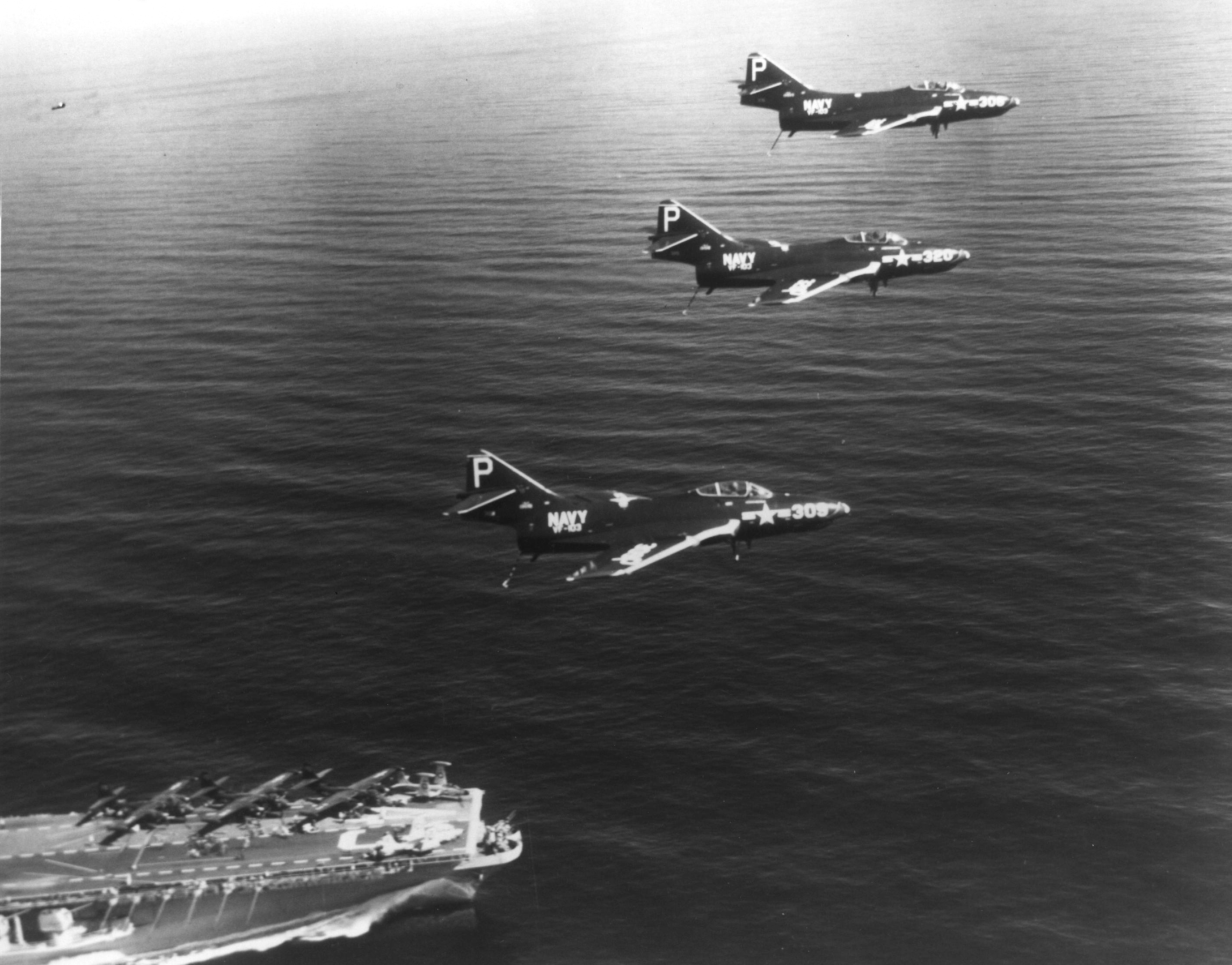
VF-103 F9F-6 Cougars over USS Coral Sea (CVA-43), 1954.

VF-103 (重擊手) 在1952年5月1日成立，並配裝FG-1D Corsair。

### 1960年代
VF-103 使用F8U-2 並被分配至CVG-8。1964年，該中隊改使用F-8E，且接收了新的F-4B戰鬥機。從1965年至1980年，被分配至第3艦載機聯隊。

### 1970年代

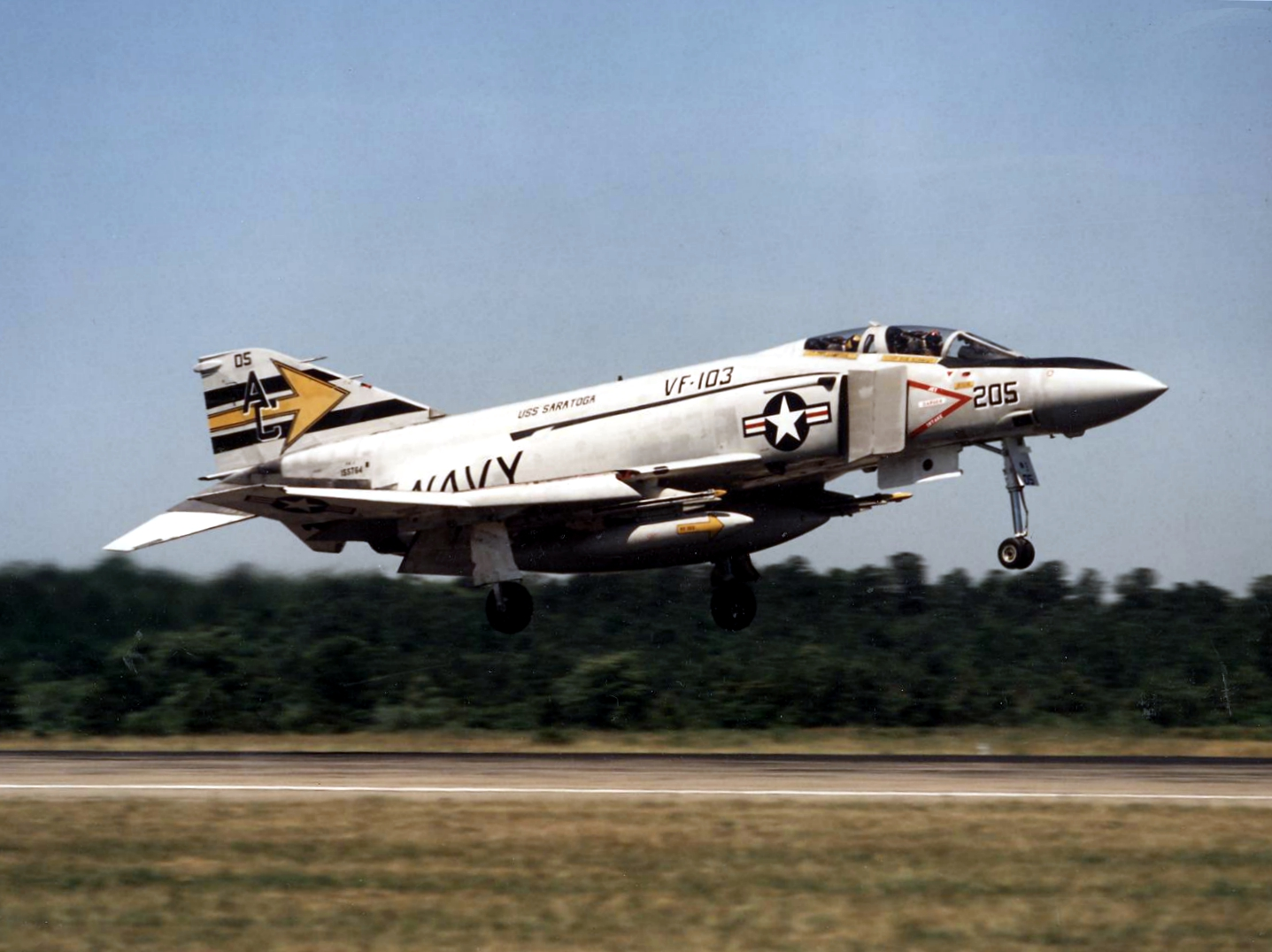
VF-103的F-4J ，1978年

當北越開始侵略南越，隨著薩拉托加號航空母艦被佈署至越南參與後衞行動。1972年8月10日，Robert Tucker 少校和Stanley Edens 中尉在一場夜間攔截任務中，使用AIM-7麻雀飛彈擊落了一架MiG-21。這是第一架也是唯一一架由美國海軍在夜間擊落的米格機。

### 1990年代

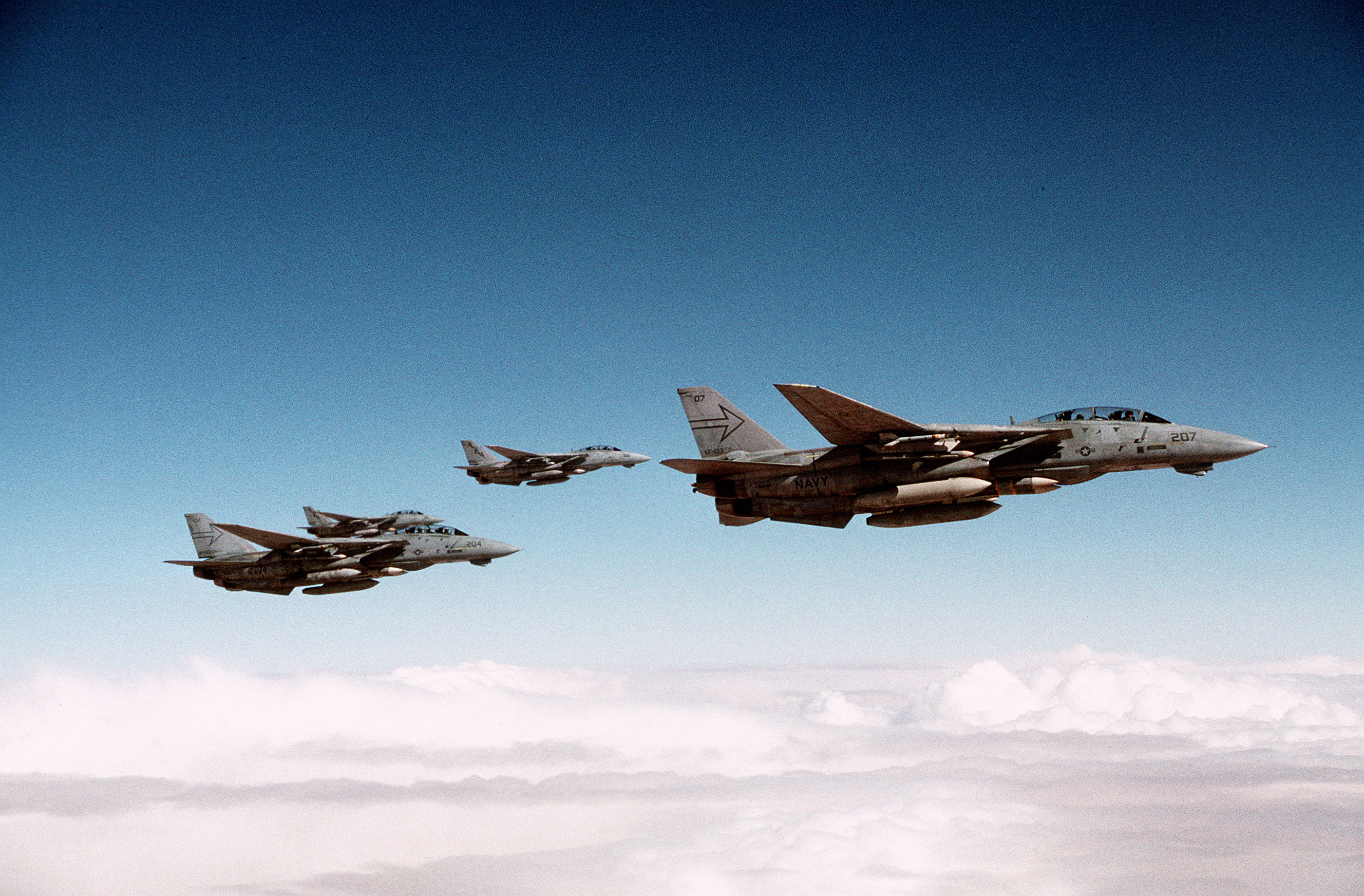
VF-103的F-14A+ 在波灣戰爭中，正從薩拉托加號航空母艦飛往伊拉克

1995年10月1日VF-84中隊解散後 , VF-103 要求繼承VF-84原本使用的海盜旗之名和其徽章。

### 2000年代

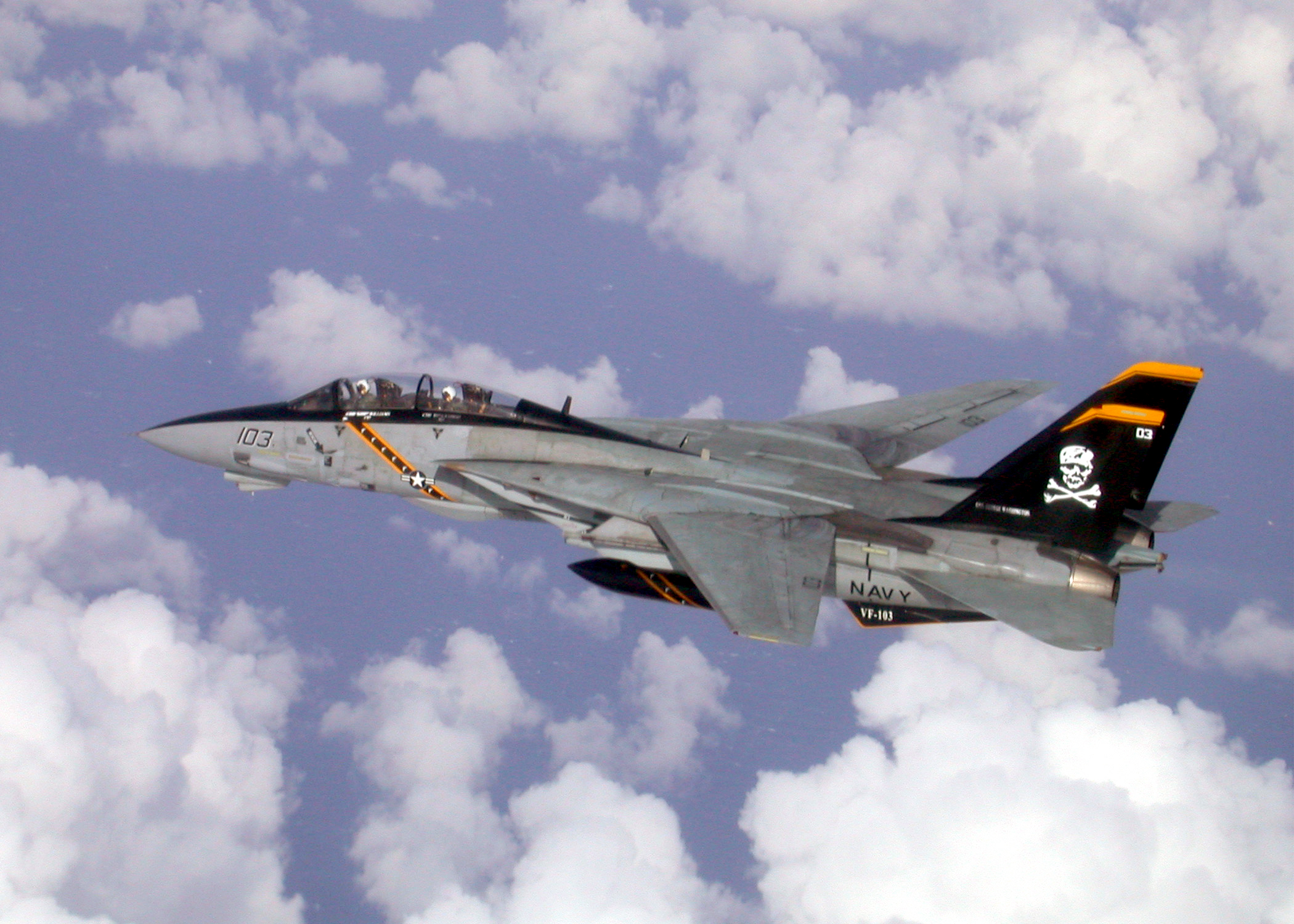
VF-103中隊，使用高視度塗裝的F-14B

### 2010年代

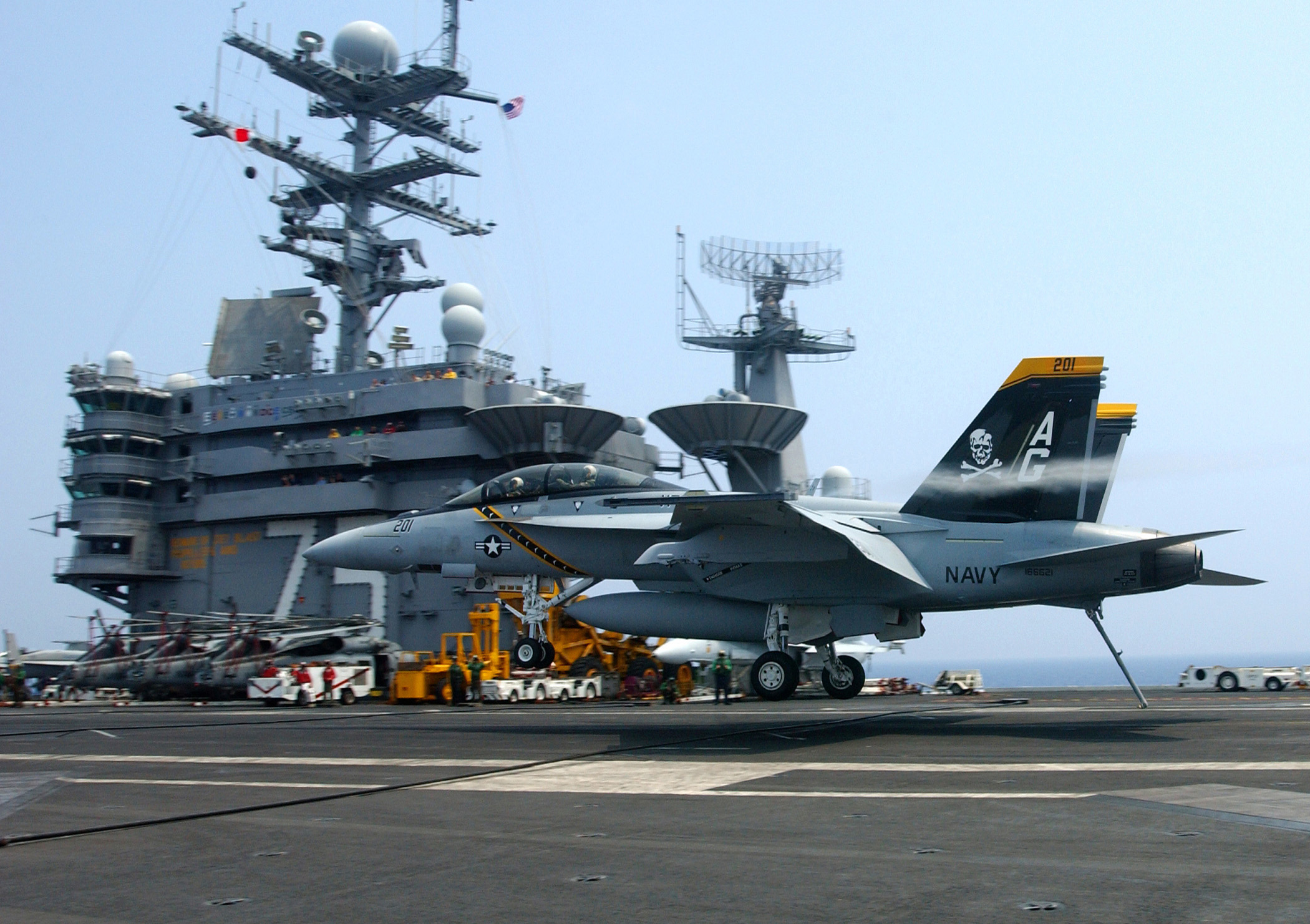
VFA-103 F/A-18F 降落在杜魯門號航空母艦 (2005年)

VFA-103 隨著第七艦載聯隊，在2010年1月2日被分配至制德懷特·D·艾森豪號航空母艦，進行為期六個月的第五、第六艦隊支援任務。 同年7月27日，該中隊回到奧西安納海軍航空站。
2013年，為了慶祝海盜旗中隊成立70週年，該中隊重新設計他們的塗裝，並將VF-17時期的海盜旗徽章塗裝在他們的超級大黃蜂上。
2016年6月，海盜旗中隊參與堅決行動，配屬在杜魯門號航空母艦負責攻擊在伊拉克和敘利亞的伊斯蘭國目標。

## 流行文化
- VF-103 在Tomcat Alley 電子遊戲中出現
- 飛行模擬軟體X-Plane 中有提供海盜旗的超級大黃蜂。
- VF-103 在電子遊戲Ace Combat Infinity中以特別機體F-14D -JR- "Jolly Rogers"及 F/A-18F -JR- "Jolly Rogers"供玩家使用

### 延伸閱讀
- Blackburn, Tom. The Jolly Rogers: The Story of Tom Blackburn and Navy Fighting Squadron VF-17. Crown, 1988. ISBN 0-517-57075-0.
- Cook, Lee. The Skull & Crossbones Squadron: VF-17 in World War II. Atglen, PA: Schiffer Publishing, 1998. ISBN 0-7643-0475-5.
- Holmes, Tony. US Navy F-14 Tomcat Units of Operation Iraqi Freedom. Botley, UK: Osprey Publishing Limited, 2005.
- Tillmann, Barrett. U.S. Navy Fighter Squadrons in World War II. Specialty Press, 1997.
- Zbiegniewski, Andre R. VF 17 Jolly Rogers (bilingual Polish/English text). Lublin, Poland: Oficyna Wydawnicza Kagero, 2003. ISBN 83-89088-02-9.

## 外部連結
- VFA-103 Official Website （页面存档备份，存于）
- VF-103 History （页面存档备份，存于）
- VFA-103 History (Czech/English)
- VF-84 History （页面存档备份，存于）
- VF-103 History （页面存档备份，存于）
- The Jolly Rogers Squadron: Past and Present
- Almansur's Unofficial History of the Jolly Rogers （页面存档备份，存于）
- VF-103: The Jolly Rogers Live on （页面存档备份，存于） - Naval Aviation News (November–December 2002)

Template:US Navy navbox
Template:United States Navy Aircraft Squadrons